# Коичи Танака
Коичи Танака (на японски: 田中 耕) е японски електроинженер, лауреат на Нобелова награда за химия от 2002 г. заедно с Джон Фен и Курт Вютрих за разработването на нов метод за масспектрометрия на биологични макромолекули.

## Ранен живот и образование
Танака е роден на 3 август 1959 г. в Тояма, Япония, където и израства. Майка му умира месец, след като той се ражда. Танака завършва университета Тохоку с бакалавърска степен по електроинженерство през 1983 г. Скоро след това започва работа в компанията Shimadzu, където се занимава с разработването на масспектрометри.

## Научна дейност
За масспектрометричния анализ на макромолекула (например протеин), анализираната молекула трябва да бъде йонизирана и доведена до газова фаза (изпарена) под въздействието на лазер. Проблемът е, че прякото облъчване с интензивен лазерен лъч на макромолекулата причинява разцепването ѝ на малки парченца и загуба на информация относно структурата ѝ. През февруари 1985 г. Танака открива, че използването на смес от свръхфин метален прах в глицерол като матрица позволява на анализираната молекула да се йонизира, без да се разрушава структурата ѝ. След като той патентова откритието си през 1985 г. и то е направено публично, през май 1987 г. то е наименувано мека лазерна десорбция (SLD).
Спечелването му на Нобелова награда за химия през 2002 г. е последвано от критиките на двама немски учени, Франц Хиленкамп и Михаел Карас, които твърдят, че през 1985 г. са разработили метод с по-висока чувствителност, използващ малко органично съединение като матрица, който е наречен матрично-активирана лазерна десорбция (MALDI). Освен това, методът SLD на Танака не се използва особено много за биомолекулен анализ, докато методът MALDI има много по-широко приложение в лабораториите за масспектрометрия. Въпреки това, докато MALDI е разработен преди SLD, по това време той не се използва за йонизиране на протеини.